# Elezioni regionali in Sicilia del 1981
Le elezioni per il rinnovo dell'Assemblea Regionale Siciliana si sono svolte il 21 giugno 1981. L'affluenza è stata del 76,2%. La presenza di partiti identici in liste diverse è dovuto al fatto che esse sono presentate su base provinciale. La legislatura si concluse nel 1986.
Il presidente uscente Mario D'Acquisto, in carica dal 1º maggio 1980, tornò in carica al termine di queste consultazioni ma nel dicembre del 1982 gli successe Calogero Lo Giudice cui seguirono una serie di presidenti, fino a quando nel 1985 fu eletto Rino Nicolosi, che avrebbe guidato una serie di governi fino al 1991.

## Risultati
| Partito                            | Partito                                       | Risultati | Risultati | Risultati | Seggi | Seggi   |
| Partito                            | Partito                                       | Voti      | %         | ±         | Num   | ±       |
| ---------------------------------- | --------------------------------------------- | --------- | --------- | --------- | ----- | ------- |
|                                    | Democrazia Cristiana                          | 1 109 004 | 41,43     | 0,59      | 38    | 1       |
|                                    | Partito Comunista Italiano                    | 475 240   | 17,76     | 9,06      | 16    | 8       |
|                                    | Partito Socialista Italiano                   | 364 327   | 13,61     | 3,35      | 13    | 3       |
|                                    | Movimento Sociale Italiano - Destra Nazionale | 228 166   | 8,52      | 2,34      | 6     | 3       |
|                                    | Partito Repubblicano Italiano                 | 117 391   | 4,39      | 1,13      | 5     | 1       |
|                                    | Partito Socialista Democratico Italiano       | 80 102    | 2,99      | 0,46      | 2     | Stabile |
|                                    | PRI - PSDI - PLI                              | 61 064    | 2,28      | n.d.      | 1     | n.d.    |
|                                    | Partito Liberale Italiano                     | 57 629    | 2,15      | 0,03      | 3     | 1       |
|                                    | Lista Togliatti (PCI)                         | 53 022    | 1,98      | n.d.      | 3     | n.d.    |
|                                    | Democrazia Proletaria                         | 25 703    | 0,96      | 0,42      | –     | Stabile |
|                                    | Zona Ippari (PCI)                             | 24 137    | 0,90      | n.d.      | 1     | n.d.    |
|                                    | Lista Socialista (PSI)                        | 19 575    | 0,73      | n.d.      | 1     | n.d.    |
|                                    | PLI - PSDI                                    | 16 090    | 0,60      | n.d.      | 1     | n.d.    |
|                                    | Partito Radicale                              | 8 912     | 0,33      | 0,26      | –     | Stabile |
|                                    | PLI - PRI                                     | 2 850     | 0,11      | n.d.      | –     | n.d.    |
|                                    | Altre liste                                   | 33 281    | 1,24      | n.d.      | –     | n.d.    |
|                                    |                                               |           |           |           |       |         |
| Iscritti                           | Iscritti                                      | 3 743 412 | 100,00    |           |       |         |
| ↳ Votanti (% su iscritti)          | ↳ Votanti (% su iscritti)                     | 2 853 436 | 76,23     | 9,66      |       |         |
| ↳ Voti validi (% su votanti)       | ↳ Voti validi (% su votanti)                  | 2 676 493 | 93,80     |           |       |         |
| ↳ Schede non valide (% su votanti) | ↳ Schede non valide (% su votanti)            | 176 943   | 6,20      |           |       |         |
| ↳ Astenuti (% su iscritti)         | ↳ Astenuti (% su iscritti)                    | 889 976   | 23,77     |           |       |         |

## Giunte
La seconda giunta D'Acquisto si insediò il 7 agosto 1981, e diede le dimissioni il 4 novembre 1982.
| Assessore            | Partito | Partito                                 | Carica                                                                  |
| -------------------- | ------- | --------------------------------------- | ----------------------------------------------------------------------- |
| Mario D'Acquisto     |         | Democrazia Cristiana                    | Presidente                                                              |
| Vincenzo Di Caro     |         | Partito Socialista Italiano             | Vicepresidente Assessore alla Sanità                                    |
| Vincenzino Culicchia |         | Democrazia Cristiana                    | Assessore alla Presidenza                                               |
| Salvatore D'Alia     |         | Democrazia Cristiana                    | Assessore all'Agricoltura e alle Foreste                                |
| Luciano Ordile       |         | Democrazia Cristiana                    | Assessore ai Beni culturali, ambientali e alla Pubblica istruzione      |
| Pasquale Macaluso    |         | Partito Socialista Democratico Italiano | Assessore al Bilancio e alle Finanze                                    |
| Salvatore Stornello  |         | Partito Socialista Italiano             | Assessore alla Cooperazione, al Commercio, all'Artigianato e alla Pesca |
| Paolo Iocolano       |         | Democrazia Cristiana                    | Assessore agli Enti locali                                              |
| Rosario Nicolosi     |         | Democrazia Cristiana                    | Assessore all'Industria                                                 |
| Filippo Fiorino      |         | Partito Socialista Italiano             | Assessore ai Lavori pubblici                                            |
| Angelo Rosano        |         | Democrazia Cristiana                    | Assessore al Lavoro e alla Previdenza sociale                           |
| Francesco Martino    |         | Partito Liberale Italiano               | Assessore al Territorio e all'Ambiente                                  |
| Salvatore Natoli     |         | Partito Repubblicano Italiano           | Assessore al Turismo, alle Comunicazioni e ai Trasporti                 |

La giunta Lo Giudice si insediò il 23 dicembre 1982, e diede le dimissioni il 28 luglio 1983.
| Assessore            | Partito | Partito                                 | Carica                                                                  |
| -------------------- | ------- | --------------------------------------- | ----------------------------------------------------------------------- |
| Calogero Lo Giudice  |         | Democrazia Cristiana                    | Presidente                                                              |
| Vincenzo Di Caro     |         | Partito Socialista Italiano             | Vicepresidente Assessore alla Sanità                                    |
| Francesco Parisi     |         | Democrazia Cristiana                    | Assessore alla Presidenza                                               |
| Salvatore D'Alia     |         | Democrazia Cristiana                    | Assessore all'Agricoltura e alle Foreste                                |
| Luciano Ordile       |         | Democrazia Cristiana                    | Assessore ai Beni culturali, ambientali e alla Pubblica istruzione      |
| Santi Nicita         |         | Democrazia Cristiana                    | Assessore al Bilancio e alle Finanze                                    |
| Salvatore Natoli     |         | Partito Repubblicano Italiano           | Assessore alla Cooperazione, al Commercio, all'Artigianato e alla Pesca |
| Pasquale Macaluso    |         | Partito Socialista Democratico Italiano | Assessore agli Enti locali                                              |
| Franco Taormina      |         | Partito Liberale Italiano               | Assessore all'Industria                                                 |
| Rosario Nicolosi     |         | Democrazia Cristiana                    | Assessore ai Lavori pubblici                                            |
| Vincenzino Culicchia |         | Democrazia Cristiana                    | Assessore al Lavoro e alla Previdenza sociale                           |
| Salvatore Stornello  |         | Partito Socialista Italiano             | Assessore al Territorio e all'Ambiente                                  |
| Filippo Fiorino      |         | Partito Socialista Italiano             | Assessore al Turismo, alle Comunicazioni e ai Trasporti                 |

La giunta Nicita si insediò il 20 ottobre 1983, e diede le dimissioni l'11 gennaio 1984.
| Assessore            | Partito | Partito                                 | Carica                                                                  |
| -------------------- | ------- | --------------------------------------- | ----------------------------------------------------------------------- |
| Santi Nicita         |         | Democrazia Cristiana                    | Presidente                                                              |
| Salvatore Stornello  |         | Partito Socialista Italiano             | Vicepresidente Assessore al Territorio e all'Ambiente                   |
| Francesco Parisi     |         | Democrazia Cristiana                    | Assessore alla Presidenza                                               |
| Salvatore D'Alia     |         | Democrazia Cristiana                    | Assessore all'Agricoltura e alle Foreste                                |
| Luciano Ordile       |         | Democrazia Cristiana                    | Assessore ai Beni culturali, ambientali e alla Pubblica istruzione      |
| Nicola Ravidà        |         | Democrazia Cristiana                    | Assessore al Bilancio e alle Finanze                                    |
| Paolo Mezzapelle     |         | Partito Repubblicano Italiano           | Assessore alla Cooperazione, al Commercio, all'Artigianato e alla Pesca |
| Salvatore Lo Turco   |         | Partito Socialista Democratico Italiano | Assessore agli Enti locali                                              |
| Franco Taormina      |         | Partito Liberale Italiano               | Assessore all'Industria                                                 |
| Rosario Nicolosi     |         | Democrazia Cristiana                    | Assessore ai Lavori pubblici                                            |
| Vincenzino Culicchia |         | Democrazia Cristiana                    | Assessore al Lavoro e alla Previdenza sociale                           |
| Aldino Sardo Infirri |         | Partito Socialista Italiano             | Assessore alla Sanità                                                   |
| Pietro Pizzo         |         | Partito Socialista Italiano             | Assessore al Turismo, alle Comunicazioni e ai Trasporti                 |

La giunta Sardo si insediò il 22 marzo 1984, e diede le dimissioni il 20 dicembre 1984.
| Assessore            | Partito | Partito                                 | Carica                                                                  |
| -------------------- | ------- | --------------------------------------- | ----------------------------------------------------------------------- |
| Modesto Sardo        |         | Democrazia Cristiana                    | Presidente                                                              |
| Aldino Sardo Infirri |         | Partito Socialista Italiano             | Vicepresidente Assessore alla Sanità                                    |
| Francesco Parisi     |         | Democrazia Cristiana                    | Assessore alla Presidenza                                               |
| Salvatore D'Alia     |         | Democrazia Cristiana                    | Assessore all'Agricoltura e alle Foreste                                |
| Luciano Ordile       |         | Democrazia Cristiana                    | Assessore ai Beni culturali, ambientali e alla Pubblica istruzione      |
| Nicola Ravidà        |         | Democrazia Cristiana                    | Assessore al Bilancio e alle Finanze                                    |
| Paolo Mezzapelle     |         | Partito Repubblicano Italiano           | Assessore alla Cooperazione, al Commercio, all'Artigianato e alla Pesca |
| Salvatore Lo Turco   |         | Partito Socialista Democratico Italiano | Assessore agli Enti locali                                              |
| Francesco Martino    |         | Partito Liberale Italiano               | Assessore all'Industria                                                 |
| Rosario Nicolosi     |         | Democrazia Cristiana                    | Assessore ai Lavori pubblici                                            |
| Vincenzino Culicchia |         | Democrazia Cristiana                    | Assessore al Lavoro e alla Previdenza sociale                           |
| Salvatore Placenti   |         | Partito Socialista Italiano             | Assessore al Territorio e all'Ambiente                                  |
| Pietro Pizzo         |         | Partito Socialista Italiano             | Assessore al Turismo, alle Comunicazioni e ai Trasporti                 |

La prima giunta Nicolosi si insediò il 1º febbraio 1985, e rimase in carica fino a fine legislatura.
| Assessore            | Partito | Partito                                 | Carica                                                                                        |
| -------------------- | ------- | --------------------------------------- | --------------------------------------------------------------------------------------------- |
| Rosario Nicolosi     |         | Democrazia Cristiana                    | Presidente                                                                                    |
| Aldino Sardo Infirri |         | Partito Socialista Italiano             | Vicepresidente Assessore alla Sanità                                                          |
| Angelo Capitummino   |         | Democrazia Cristiana                    | Assessore alla Presidenza                                                                     |
| Calogero Lo Giudice  |         | Democrazia Cristiana                    | Assessore all'Agricoltura e alle Foreste                                                      |
| Vincenzo Costa       |         | Partito Socialista Democratico Italiano | Assessore ai Beni culturali, ambientali e alla Pubblica istruzione                            |
| Nicola Ravidà        |         | Democrazia Cristiana                    | Assessore al Bilancio e alle Finanze                                                          |
| Paolo Mezzapelle     |         | Partito Repubblicano Italiano           | Assessore alla Cooperazione, al Commercio, all'Artigianato e alla Pesca                       |
| Francesco Parisi     |         | Democrazia Cristiana                    | Assessore agli Enti locali                                                                    |
| Placido Guerrera     |         | Partito Liberale Italiano               | Assessore all'Industria                                                                       |
| Salvatore Sciangula  |         | Democrazia Cristiana                    | Assessore ai Lavori pubblici                                                                  |
| Vincenzo Leanza      |         | Democrazia Cristiana                    | Assessore al Lavoro, alla Previdenza sociale, alla Formazione professionale e all'Emigrazione |
| Salvatore Placenti   |         | Partito Socialista Italiano             | Assessore al Territorio e all'Ambiente                                                        |
| Pietro Pizzo         |         | Partito Socialista Italiano             | Assessore al Turismo, alle Comunicazioni e ai Trasporti                                       |